# SBS 금요 드라마
SBS 금요 드라마는 대한민국의 SBS에서 매주 금요일에 방송되었던 TV 드라마 작품이다.

## 개요
- 2004년 10월 15일부터 《아내의 반란》이 편성됨으로써 방송이 시작된 금요 드라마는 금요일 오후 9시 55분부터 2회분이 19세 이상 시청가로 연속 방영되었다가 2004년 12월 10일부터 첫 방송된 《그 여자》부터 오후 8시 55분에 편성을 변경함과 동시에 15세 이상 시청가로 변경하였다.

- 2007년 6월 16일부터 첫 방송됐던 《8월에 내리는 눈》부터 처음 시작할 때의 시간대로 되돌아왔고 2008년 10월 26일까지 종영된 《신의 저울》을 끝으로 폐지되었다.

- 《달콤한 나의 도시》와 《신의 저울》은 프리미엄 드라마란 타이틀이 붙었다.

- 이후 2011년 9월 3일부터 《더 뮤지컬》로 다시 편성되었으며 기존과는 달리 오후 9시 55분부터 1회만 방송하였으며 2011년 12월 24일부터 금요 드라마가 다시 폐지되었다가 드라마 종영 후 2012년 1월 6일부터 《세대공감 1억 퀴즈쇼》를 편성되었다가 2012년 12월 28일부터 2019년 2월 8일까지《정글의 법칙》이 방영되었다.

- 이후 2019년 2월 17일부터 《열혈사제》를 SBS 금토 드라마로 편성할 때까지 약 7년간 금요일에 드라마를 방송하지 않았으나  2019년 8월 11일 시작되어 2회 연속 편성(오후 11시 10분부터)된 《힙합왕 - 나스나길》을 통해[1] 금요 드라마가 부활됐었다가 다시 폐지되었으나, 2021년 6월 4일부터 2021년 9월 10일까지 매주 금요일 밤 10시에 《펜트하우스 3》가 방송된 후 더 이상의 금요일 방송은 없게 되었다.

## 작품 리스트
|  | - 아래의 텔레비전 드라마 중 2002년 11월 이후에 시청 가능 연령을 표시하는 드라마 등급 제도를 의무적으로 시행하고 있습니다. - 2017년 3월 1일부터 TV 프로그램 등급 표시 외에 주제, 폭력성, 선정성, 언어, 모방 위험 등 분류 사유 표시를 의무적으로 시행하고 있습니다. |

### 1990년대
- 《공룡선생》 : 1993년 10월 22일 ~ 1995년 3월 3일
- 《박봉숙 변호사》 : 1994년 10월 28일 ~ 1995년 4월 14일, 1995년 12월 29일
- 《이기사 크리스터》 : 1995년 3월 10일 ~ 1995년 6월 30일
- 《성장느낌 18세》 : 1996년 7월 26일 ~ 1997년 2월 28일
- 《70분 드라마》 : 1997년 10월 31일 ~ 1998년 1월 23일 - 단막극

### 2000년대
- 《형사》 : 2003년 11월 7일 ~ 2004년 2월 27일 - 시트콤
- 《아내의 반란》 : 2004년 10월 15일 ~ 2005년 1월 21일
- 《사랑공감》 : 2005년 1월 28일 ~ 2005년 4월 15일
- 《꽃보다 여자》 : 2005년 4월 22일 ~ 2005년 7월 1일
- 《사랑한다 웬수야》 : 2005년 7월 15일 ~ 2005년 9월 9일
- 《다이아몬드의 눈물》 : 2005년 9월 23일 ~ 2005년 12월 2일
- 《그 여자》 : 2005년 12월 9일 ~ 2006년 2월 17일[2]
- 《어느 날 갑자기》 : 2006년 2월 24일 ~ 2006년 4월 28일
- 《나도야 간다》 : 2006년 5월 19일 ~ 2006년 8월 4일[3]
- 《내 사랑 못난이》 : 2006년 8월 11일 ~ 2006년 10월 13일
- 《마이 러브》 : 2006년 10월 27일 ~ 2007년 1월 5일
- 《소금인형》 : 2007년 1월 12일 ~ 2007년 3월 16일
- 《연인이여》 : 2007년 3월 30일 ~ 2007년 6월 1일
- 《8월에 내리는 눈》 : 2007년 6월 15일 ~ 2007년 8월 17일
- 《날아오르다》 : 2007년 8월 24일 ~ 2007년 10월 26일
- 《아들찾아 삼만리》 : 2007년 11월 3일 ~ 2008년 1월 26일
- 《비천무》 : 2008년 2월 2일 ~ 2008년 3월 23일
- 《우리 집에 왜 왔니》 : 2008년 3월 30일 ~ 2008년 6월 1일
- 《달콤한 나의 도시》 : 2008년 6월 8일 ~ 2008년 8월 3일
- 《신의 저울》 : 2008년 8월 31일 ~ 2008년 10월 26일

### 2010년대
- 《더 뮤지컬》 : 2011년 9월 3일 ~ 2011년 12월 24일
- 《힙합왕 - 나스나길》 : 2019년 8월 9일 ~ 2019년 9월 13일

### 2020년대
- 《펜트하우스 3》 : 2021년 6월 4일 ~ 2021년 9월 10일 (해당 프로그램을 마지막으로 SBS 금요 드라마 폐지)

## 같이 보기
- KBS 2TV 금요 드라마
- 채널A 금요 드라마
- tvN 금요 드라마